# مگس‌گیر آبی آفریقایی
مگس‌گیر آبی آفریقایی (نام علمی: Elminia longicauda) نام یک گونه از راسته گنجشک‌سانان است.